# نادي أوتوهو
نادي أثوهو الرياضي هو نادي كرة قدم كونغولي مقره في أويو .

## إنجازات
- الدوري الكونغولي الممتاز : 1

الفائز: 2018 
الوصيف: 2017 

## الأداء في المسابقات القارية
- دوري أبطال أفريقيا : 1

الدور الأول: 2018

## روابط خارجية
- صفحة الفيسبوك